# Municipio de Campbell No. 2
El municipio de Campbell No. 2 (en inglés: Campbell No. 2 Township) es un municipio ubicado en el condado de Greene en el estado estadounidense de Misuri. En el año 2010 tenía una población de 1886 habitantes y una densidad poblacional de 741,54 personas por km².

## Geografía
El municipio de Campbell n.º 2 se encuentra ubicado en las coordenadas 37°10′53″N 93°20′58″O / 37.18139, -93.34944. Según la Oficina del Censo de los Estados Unidos, el municipio tiene una superficie total de 2.54 km², de la cual 2,54 km² corresponden a tierra firme y (0 %) 0 km² es agua.

## Demografía
Según el censo de 2010, había 1886 personas residiendo en el municipio de Campbell n.º 2. La densidad de población era de 741,54 hab./km². De los 1886 habitantes, el municipio de Campbell n.º 2 estaba compuesto por el 95,39 % blancos, el 0,9 % eran afroamericanos, el 0,74 % eran amerindios, el 0,85 % eran asiáticos, el 0,37 % eran de otras razas y el 1,75 % eran de una mezcla de razas. Del total de la población el 2,01 % eran hispanos o latinos de cualquier raza.